# Rune Eltard-Sørensen
Rune Eltard-Sørensen (født 1980) er journalist, debattør og politisk aktivist, der er dømt for vold i forbindelse med i malingangrebet på Christiansborg. 
Han er uddannet fra Danmarks Medie- og Journalisthøjskole i 2009, nyhedsredaktør på det venstreorienterede medie Modkraft.dk (2009-2015) og i dag freelance journalist. Rune har desuden arbejdet for medlem af EU-parlamentet Rina Ronja Kari mellem i forbindelse med valgkampen i 2019. 
Han har arbejdet for DR, Vice Media, Københavns Universitet, TV Stop, og skrevet for Nørrebro-lokalavisen På Gaden og Nyhedsavisen.
Eltard-Sørensen har desuden løst kommunikationsopgaver for Aarhus-festivalen Mejlgade for Mangfoldighed og den tværpolitiske organisation Antiracistisk Netværk.
Han blev landskendt, da han i 2003 som medlem af gruppen Globale Rødder, deltog i malingangrebet på Christiansborg, hvor han overfaldt udenrigsminister Per Stig Møller med rød maling. Tidligere har Eltard-Sørensen kastet ketchup mod Farums borgmester Peter Brixtofte. Rune Eltard-Sørensen blev idømt 4 måneders ubetinget fængsel. Den 18. marts 2013 oplyste Rune Eltard-Sørensen, at han ikke fortrød sin happening mod udenrigsministeren.
Den 11. februar 2014 blev Rune Eltard-Sørensen idømt bødestraf for injurier mod Martin Kassler.